# Tipula (Acutipula) niethammeri
Tipula (Acutipula) niethammeri is een tweevleugelige uit de familie langpootmuggen (Tipulidae). De soort komt voor in het Palearctisch gebied.